# Ditylenchus
Ditylenchus is een geslacht van plantenparasitaire stengelaaltjes.

## Levenscyclus stengelaaltje
Stengelaaltjes zijn migrerende endoparasieten. Hun levenscyclus vindt plaats in vijf stadia, waarbij de eerste vervelling van de larve in het ei plaats vindt en de tweede en derde vervelling in de bodem. In het vierde stadium zijn jonge aaltjes via jong weefsel en/of zaailingen de plant binnengedrongen. De vierde vervelling vindt dan plaats in de plant. Het volwassen vrouwtje moet met een mannetje paren om eieren te kunnen leggen. Een volledige reproductieve levenscyclus van het stengelaaltje is 19-25 dagen (van ei tot ei). Reproductie vindt plaats in sappige, snelgroeiende weefsels of in opslagorganen en gaat continu door. Een vrouwtje kan tijdens haar leven 200 - 500 eieren leggen. Als de omstandigheden echter ongunstig zijn, kunnen de nematoden in rust gaan. De levensduur van een stengelaaltje is ongeveer 70 dagen. De meeste opeenvolgende generaties vinden plaats in de bollen, stengels en bladeren.  Eieren en larven overwinteren in droog, geïnfecteerd gastheermateriaal. Ze komen ook voor in onkruid en zaden van composieten. Stengelaaltjes kunnen tot twee jaar overleven in bevroren of extreem droge grond. D. dipsaci kan overleven op of in plantenweefsel door schijndood en dan 3-5 jaar in leven blijven. In deze rustfase vertoont het stengelaaltje geen teken van leven en staat de stofwisseling bijna stil. In dit stadium is er sprake van een dauerlarve.

## Ziektecyclus
Stengelaaltjes kunnen worden verspreid door irrigatiewater, gereedschap en dieren. Wanneer de planten nat zijn, kan het stengelaaltje zich omhoog bewegen naar nieuwe bladeren en stengels. Ze komen binnen via de huidmondjes of wondjes. Het stengelaaltje voedt zich in de plant met de inhoud van de parenchymcellen van de cortex. Ze geven het enzym pectinase af, waardoor de celwanden oplossen. Hierdoor komt in de buurt van de kop van het aaltje de gehele of een deel van hun celinhoud vrij. De hier omheen liggende cellen gaan zich delen en vergroten, waardoor een gal of misvorming van de plant ontstaat. De plantencellen worden vergroot door het verdwijnen van chloroplasten en een toename van intracellulaire ruimtes in het parenchymweefsel. De larven van het stengelaaltje dringen de wortel binnen via het wortelmutsje of vanuit het zaad de kiemplant. Zodra de planten groter worden, migreert het stengelaaltje langs de stengel naar andere delen van de plant. Hierdoor zwelt de stengel op en wordt zacht als gevolg van de door de stengelaaltjes veroorzaakte gaatjes. Alleen wanneer de omstandigheden voor de aaltjes ongunstig worden, gaan deze de grond in.

## Soorten
- Ditylenchus africanus
- Ditylenchus angustus
- Ditylenchus destructor
- Ditylenchus dipsaci (stengelaaltje)
- Ditylenchus myceliophagous
- Ditylenchus phyllobia